# Justice Dipeba
Justice Dipeba (né le 3 décembre 1973) est un athlète botswanais, spécialiste du sprint.

## Biographie
Justice Dipeba remporte la médaille de bronze du 200 mètres lors des Championnats d'Afrique de 1996, à Yaoundé au Cameroun, devancé par le Sénégalais Oumar Loum et le Guinéen Joseph Loua.
Il est le porte-drapeau de la délégation du Botswana lors des Jeux olympiques d'été de 1996, à Atlanta. Il participe à l'épreuve du 200 m mais s'incline dès les séries. Il est éliminé dès les séries des championnats du monde 1995 et 1997.
Il est devenu l'entraîneur du sprinteur botswanais Isaac Makwala.

### Palmarès
| Date | Compétition            | Lieu    | Résultat | Épreuve | Performance |
| ---- | ---------------------- | ------- | -------- | ------- | ----------- |
| 1996 | Championnats d'Afrique | Yaoundé | 3e       | 200 m   | 20 s 90     |

### Records
| Épreuve | Performance | Lieu | Date         |
| ------- | ----------- | ---- | ------------ |
| 200 m   | 20 s 82     |      | 25 juin 1995 |